# Музей политической полиции России
Музей истории политической полиции и органов государственной безопасности России (Государственный музей политической истории России: Филиал «Гороховая-2») — единственный в России общедоступный государственный музей об истории отечественных спецслужб, расположенный в Санкт-Петербурге. Находится в здании бывшего столичного градоначальства на углу Гороховой улицы и Адмиралтейского проспекта по адресу Гороховая улица, дом № 2.

## История
Особняк был построен в конце XVIII века архитектором Дж. Кваренги для барона Фитингофа, лейб-медика Екатерины II.
После его смерти особняк был выкуплен городом. Перестроен: 1803 г., арх. Михайлов А. А. 1-й, 1876 г., арх. Андерсон К. К. Памятник архитектуры Федерального значения.

## Государственное учреждение, охранка
С 1804 года в здании расположены «губернские присутственные места» (современный наследник — Администрация Санкт-Петербурга).
В этом учреждении трудились будущие декабристы Кондратий Рылеев и Иван Пущин.
С конца 1877 года дом передан в ведение петербургского градоначальника Ф. Ф. Трепова.
Для его служебной квартиры со стороны двора дом был надстроен пятым этажом.
При высшем столичном должностном лице, ведавшим административно-полицейскими вопросами, непосредственно в помещении бывших присутственных мест были расположены:
- Отделение по охране общественной безопасности и спокойствия (распространённый термин — охранка),
  - В 1906-м году Охранное отделение переехало в бывшую квартиру А. С. Пушкина — Мойка, 12.
- Недалеко было расположено губернское жандармское управление.
  - В 1898 году губернское жандармское управление было переведено на Миллионную улицу, 11;

24 января 1878 года в этом доме Вера Засулич стреляла в градоначальника Ф. Ф. Трепова, ранив его.
В это же здание привозили покушавшихся на жизнь императора Александра II народовольцев А. К. Соловьёва (покушение 2 апреля 1879), Николая Рысакова, Николая Кибальчича (покушение 13 [1] марта 1881), а также других менее именитых государственных преступников.
В здании работал жандармский подполковник Георгий Судейкин, инспектор секретной полиции Департамента полиции Российской империи. 

## ВЧК
С декабря 1917 по март 1918 года в этом доме располагалась Всероссийская чрезвычайная комиссия по борьбе с контрреволюцией и саботажем.
Здесь работал Ф. Э. Дзержинский, позднее - председатель Петроградской ЧК М. С. Урицкий.
В 1925-1929 годах в здании работал первый ведомственный музей ВЧК-ОГПУ.
До окончания строительства «Большого дома» на Литейном проспекте в этом здании находились ленинградские подразделения ВЧК и ОГПУ.

## Заключенные Петроградской ЧК на Гороховой
- Блок, Александр Александрович (1880—1921)
- Верховский, Александр Иванович (1886—1938)
- Вырубова, Анна Александровна
- Гумилёв, Николай Степанович (1886—1921)
- Коковцов, Владимир Николаевич (1853—1943)
- Пальчинский, Пётр Иоакимович (1875—1929)
- Пунин, Николай Николаевич (1888—1953)

## Музей
Первый ведомственный музей ВЧК-ОГПУ существовал в особняке ещё в 1925-1929 годах.
Правом посещения того музея обладали все члены ВКП(б), он был открыт по личному распоряжению Ф. Э. Дзержинского.

Обращение Дзержинского к сотрудникам органов ОГПУ:

Дорогие товарищи!
История ВЧК-ОГПУ как органа диктатуры пролетариата имеет громадное значение не только при изучении Октябрьской революции и последовавшей затем борьбы за сохранение и укрепление власти пролетариата, но и практическое для европейского в его борьбе с капитализмом.
В будущем историки обратятся к нашим архивам, но материалов, имеющихся в них, конечно, совершенно недостаточно, так как все они сводятся в громадном большинстве к показаниям лиц, привлекавшихся к ответственности, а потому зачастую весьма односторонне освещают как отдельные штрихи деятельности ВЧК-ОГПУ, так и события, относящиеся к истории революции. В то же время кадры старых чекистов всё больше распыляются, и они уносят с собой богатейший материал воспоминаний об отдельных моментах, не имеющих зачастую своего письменного отражения.

Поэтому мы, учитывая необходимость подбора материалов, которые полностью и со всех сторон осветили бы многогранную работу всех его органов, обращаемся ко всем старым чекистам с просьбой заняться составлением воспоминаний, охватывая в них не только работу органов ВЧК в разных её направлениях, но и политическую и экономическую, сопровождающую описываемые события, а также характеристики отдельных товарищей, принимавших активное участие в той или иной работе, как из числа чекистов, так и местных партийцев вообще.— 13 марта 1925 года
При этом к экспонатам музея были выставлены повышенные требования по соблюдению государственной тайны.

Требования к документам, выставленные Дзержинским:

Но Дзержинский потребовал: «Все составленные таким образом материалы считаются совершенно секретными, пишутся от руки, на машинках не перепечатываются и в подлинниках (не оставляя у себя копии) направляются через фельдъегерский корпус лично в адрес заместителя председателя ОГПУ»— 1925 год
Эти распоряжения во многом сказались на историографии советских органов госбезопасности. В результате такой политики, в ходе проведения репрессий и чисток, многие бесценные документы были уничтожены.
Начало нынешнему музею было положено в 1974 г., когда в здании были открыты для посещения восстановленные интерьеры Мемориального кабинета-музея Ф. Э. Дзержинского. В 1994 г. он был преобразован в музей «Гороховая, 2» — филиал Музея политической истории России, посвящённый истории политической полиции Российской империи и советских органов госбезопасности. 
В настоящее время музей состоит из пяти залов: в первом расположена постоянная экспозиция об истории политической полиции Российской империи, во втором и четвёртом залах - постоянная экспозиция о советских спецслужбах с 1917 по 1953 гг., в третьем зале - восстановленные интерьеры первого рабочего кабинета Ф. Э. Дзержинского как председателя ВЧК. Пятый зал музея используется для временных выставок. 
В 2021 г. в музее открылась выставка «Великая Отечественная. Начало. Спецслужбы на защите Ленинграда».
К юбилею создания нелегальной разведки в декабре 2022 г. была открыта выставка «Без права на славу, но славу державы», где были представлены не только предметы из собственной коллекции, но и материалы, хранящиеся в Службе внешней разведки РФ.
Музей имеет страницу в социальной сети - ведёт сообщество ВК.
На улице Гороховой ажиотаж:

Урицкий всю ЧК вооружает.

Всё потому, что в Питер

                   в свой гастрольный вояж

С Одессы-мамы урки приезжают.

## Здание в искусстве
Это здание упомянуто в песне А. Я. Розенбаума: «Поездка из Одессы в Петроград» и в романе Айн Рэнд «Мы — живые».

## Легенды
Во многих источниках упоминается, что 30 августа 1918 года в подъезде этого дома эсер Л. И. Каннегисер застрелил председателя Петроградской чрезвычайной комиссии М. С. Урицкого.
Это не так, преступление произошло в здании Министерства иностранных дел рядом с Дворцовой площадью.
Описание убийства современником Романом Гулем:

В начале 11-го часа утра 30-го августа в Петербурге из квартиры на Сапёрном переулке вышел, одетый в кожаную куртку двадцатилетний красивый юноша «буржуазного происхождения», еврей по национальности. Молодой поэт Леонид Канегиссер сел на велосипед и поехал к площади Зимнего Дворца. Перед министерством иностранных дел, куда обычно приезжал Урицкий, Канегиссер остановился, слез с велосипеда и вошёл в тот подъезд полукруглого дворца, к которому всегда подъезжал Урицкий.

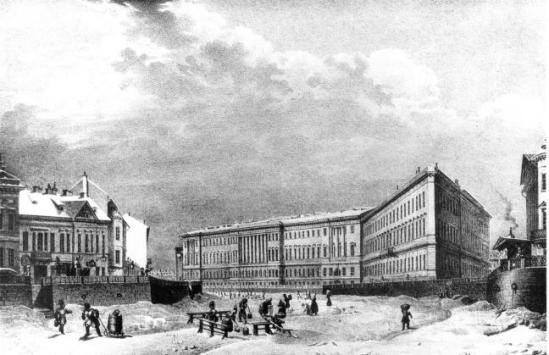
Министерство иностранных дел, справа — Дворцовая площадь

Министерство иностранных дел в предреволюционные годы располагалась по адресу Дворцовая площадь, дом № 6. Это здание, выходящее фасадом на Мойку.